# Georgi Kamenski
Georgi Kamenski (Sófia, 3 de fevereiro de 1947) é um ex-futebolista búlgaro, ele atuava como goleiro.

## Carreira
Georgi Kamenski fez parte do elenco da Seleção Búlgara de Futebol da Copa do Mundo de 1970. 